# Dato Tolu
Dato Tolu (deutsch Dato Drei) ist ein osttimoresischer Suco im Verwaltungsamt Fohorem (Gemeinde Cova Lima).

## Geographie

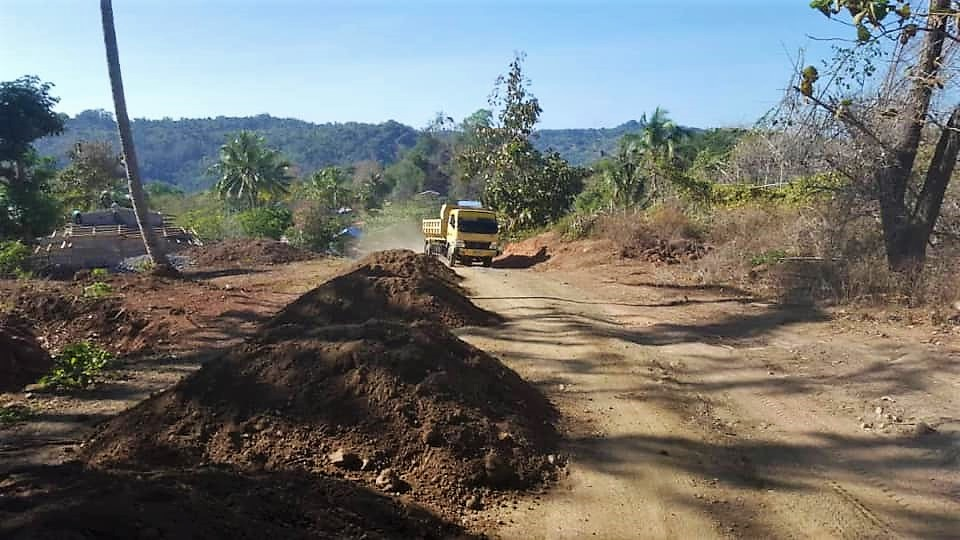
Bau der Straße von Dato Tolu nach Taroman (2020)

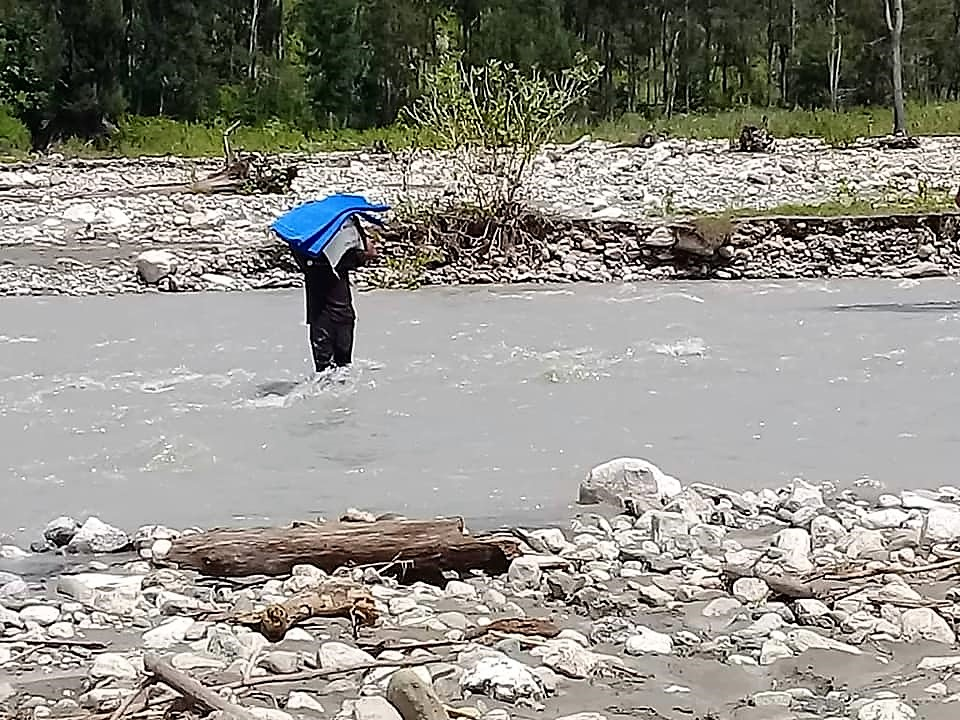
Flussübergang in der Aldeia Natardic

Vor der Gebietsreform 2015 hatte Dato Tolu eine Fläche von 47,03 km². Nun sind es 46,55 km². Der Suco liegt im Nordosten des Verwaltungsamts Fohorem. Westlich befindet sich der ebenfalls zu Fohorem gehörende Suco Lactos und südlich der Suco Fohoren. Im Norden liegt das Verwaltungsamt Fatululic mit seinen beiden Sucos Fatululic und Taroman und im Osten das Verwaltungsamt Maucatar mit dem Suco Ogues. Die Grenze zu Ogues wird hauptsächlich durch den in Dato Tolu entspringenden Fluss Asaematen gebildet. Der ebenfalls im Zentrum des Sucos entspringende Nanamauk fließt nach Südwesten, Richtung Fohoren ab. Beides sind Nebenflüsse des Tafara. Am Nanamauk liegen die Orte Fatu Cabuar Leten (Fatukkabuarleten) und Sou, am Asaematen die Dörfer Cussilulik (Kusilulik, Kusi Lulik, deutsch heiliger Topf), Wemer und Lawacou (Lawakau). Grundschulen gibt es in Cussilulik (Escola Primaria Cussilulik) und in Lawacou (Escola Primaria  Lawacou). In Cussilulik gibt es zudem eine medizinische Station. Der Suco ist nur schlecht an die Außenwelt angebunden. Für die Parlamentswahlen in Osttimor 2007 mussten die Wahlurnen per Hubschrauber zu den Wahllokalen in den Grundschulen gebracht und abgeholt werden.
Im Suco befinden sich die drei Aldeias Fatu Cabuar Craic, Fatu Cabuar Leten und Natardic. Die Aldeia Zulo Tas liegt im Suco Zulo.

## Einwohner
Im Suco leben 1.293 Einwohner (2022), davon sind 662 Männer und 631 Frauen. Im Suco gibt es 351 Haushalte. Über 90 % der Einwohner geben Bunak als ihre Muttersprache an. Über 5 % sprechen Tetum Prasa und eine kleine Minderheit Tetum Terik.

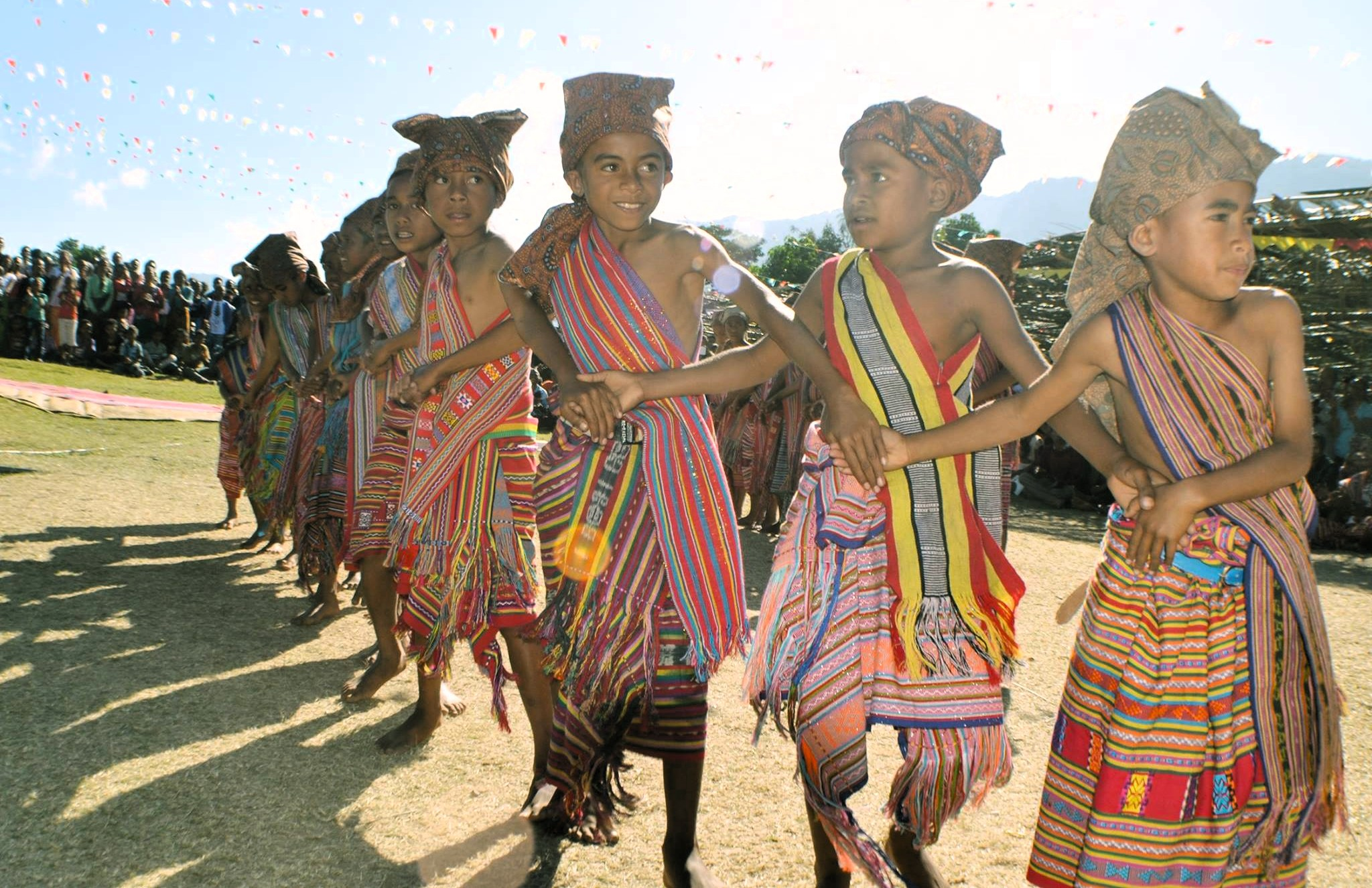
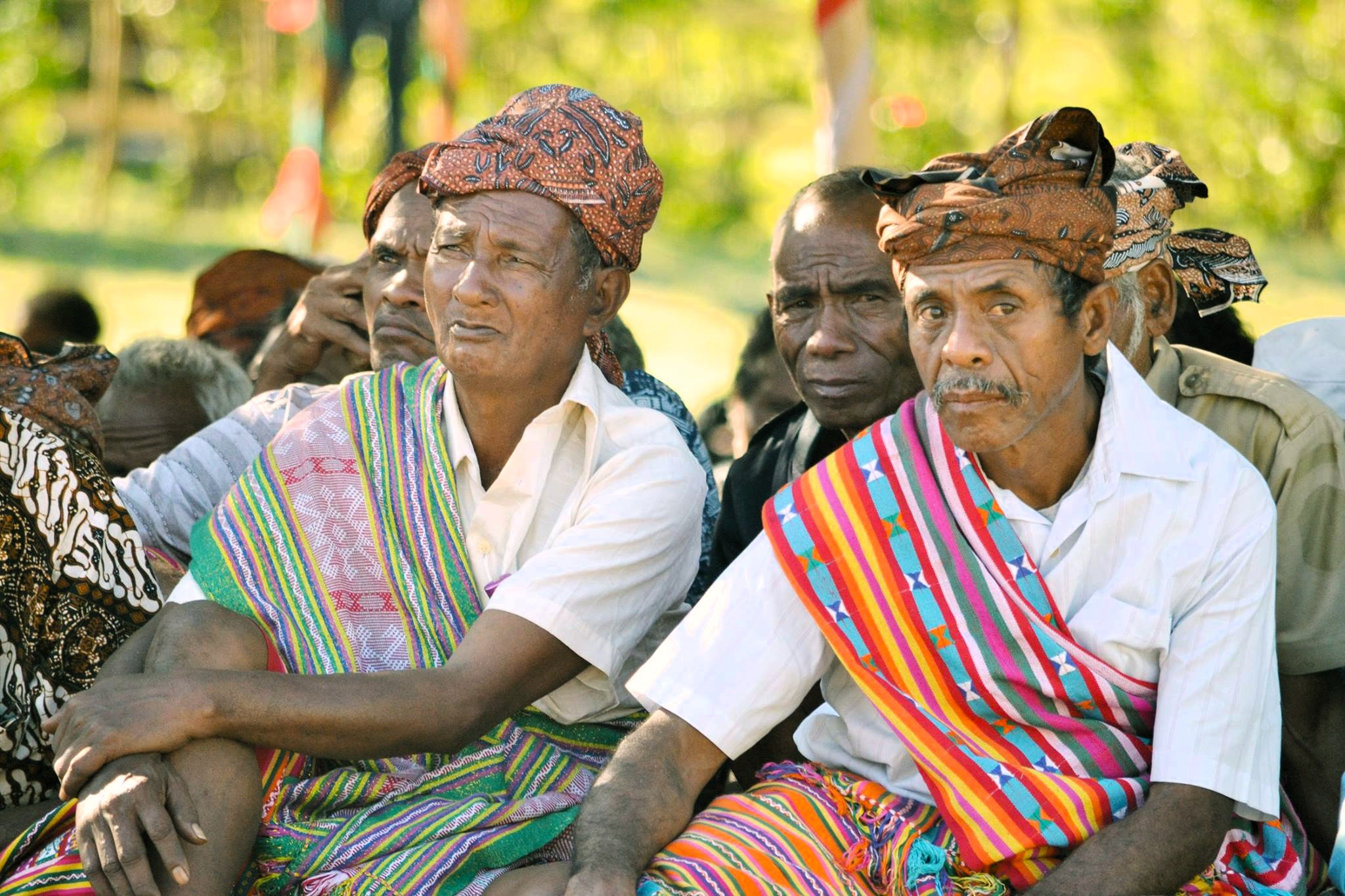

## Geschichte
Nach mündlichen Überlieferungen hatte Fohorem Nutetu durch Diplomatie, Heiratspolitik und Eroberungszüge gegen andere Reiche sich die Oberhoheit in der Region gesichert. In Dato Tolu findet sich ein altes Schwert, dass in einem Stein steckt. Es soll von den Ahnen stammen. Weitere fünf auffällige Steine finden sich dort in einem Betelnusshain. Sie sollen mit den fünf Königstöchtern im Zusammenhang stehen, die nach einer alten Legende Camenaça, Suai, Maucatar, Taroman und Fohorem unter der Oberhoheit ihres Vaters regierten. Hiervon soll sich der Name ableiten. „Koba“ (von dem sich „Kova“ ableitet) ist ein Korb für rituelle Zeremonien und „lima“, das Wort für „fünf“.
Das Gebiet von Dato Tolu gehörte zur Exklave von Maucatar, die im Vertrag von Lissabon (1859) den Niederlanden untergeordnet wurde. Maucatar war nur über einen schmalen Streifen im Norden mit dem restlichen, niederländischen Territorium verbunden. Ringsherum lagen timoresische Reiche, die Portugal zugeordnet waren. Zwar gab es bereits 1904 eine Vereinbarung zwischen den Kolonialmächten, das Maucatar an die Portugiesen abgetreten werden sollte, doch erst 1916 ging es in portugiesischen Besitz über.

## Politik

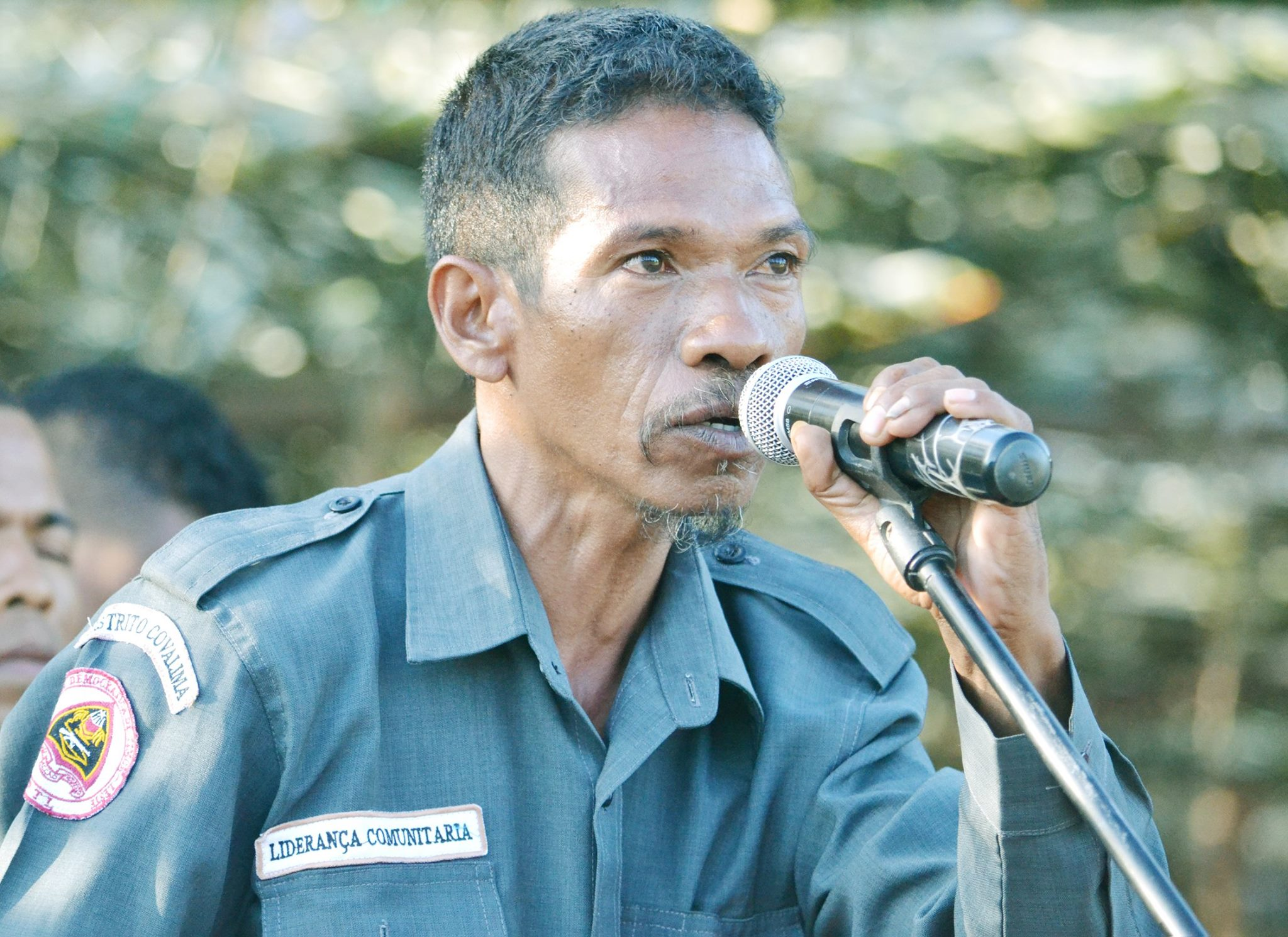
Agripino D. S. Pereira (2016)

Bei den Wahlen von 2004–2005 wurde Clementino Pereira Fatima zum Chefe de Suco gewählt. Bei den Wahlen 2009 gewann Agripino D. S. Pereira und 2016 João Agostinho Resi.